# Захаровка (Орловская область)
Заха́ровка — деревня в Глазуновском районе Орловской области России. Входит в состав Тагинского сельсовета.

## География
Деревня находится в юго-западной части области, в лесостепной зоне, в пределах юго-западной части Среднерусской возвышенности, на правом берегу реки Оки, на расстоянии примерно 3 километров (по прямой) к северу от села Тагино и 18,5 километров к западу от посёлка городского типа Глазуновка, административного центра района. Абсолютная высота — 180—200 метров над уровнем моря.
Часовой пояс
Деревня Захаровка, как и вся Орловская область, находится в часовой зоне МСК (московское время). Смещение применяемого времени относительно UTC составляет +3:00.

## Население
| 2002 | 2010 |
| ---- | ---- |
| 92   | ↘56  |

Гендерный состав
По данным Всероссийской переписи населения 2010 года в гендерной структуре населения мужчины составляли 48,2 %, женщины — соответственно 51,8 %.
Национальный состав
Согласно результатам переписи 2002 года, в национальной структуре населения русские составляли 100 % из 56 человек.

## Улицы
Уличная сеть деревни состоит из трёх улиц: Ветренка, Луговая и Речная.

## Инфраструктура
- Захаровский сельский клуб;
- Спортплощадка;
- Продовольственный магазин.